# Хорватське королівство (середньовічне)

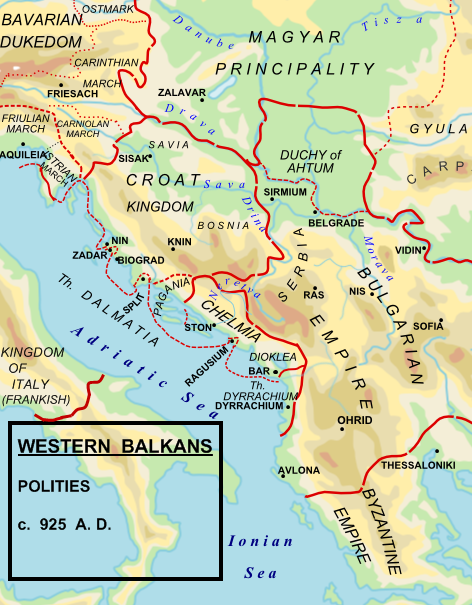
Королівство Хорватія при Томіславі I.

Хорватське королівство (хорв. Hrvatsko Kraljevstvo або Kraljevina Hrvatska; лат. Regnum Croatiae) або Королівство Хорватів (хорв. Kraljevstvo Hrvata; лат. Regnum Chroatorum) — середньовічна хорватська держава на заході Балкан, що існувала 925 до 1102 року і охоплювало більшу частину сьогоденної Хорватії і Боснії і Герцеговини.

## Заснування королівства
Хорватське королівство було засновано в 925 році і охоплювала більшу частину сьогоденної Хорватії і Боснії і Герцеговини на Балканах. Державою керували правителі переважно з роду Трпимировичів до 1102, коли держава потрапила під контроль Угорського королівства. Після цієї події Хорватія залишалась під владою Угорщини до руйнації Австро-Угорської імперії в 1918 році.

## Томіслав I
Томіслав I, нащадок Трпимира I, вважається засновником династії Терпимировичів. Між 923 і 928 роками, Томіслав досяг успіху в справі об'єднання хорватів Паннонії і Далмації, якими керували князі окремо, і він був коронований як король Дувненського краю (центральне місто області — Дувно перейменували на Томіславград на його честь). Головний доказ, що Томіслав був коронований королем є лист від 925 (збереглася лише копія від 16 століття), в якому Іван X, називав Томіслава — королем Хорватії.
Держава Томіслава охоплювала велику частину Паннонії, Далмації, Боснії і Славонії. Він адміністрував своє королівство на одинадцять країв (жуп) і одну бановину. Кожен з цих регіонів мав укріплене королівське місто.
Розширення і посилення Хорватії призвело до ворожості Болгарії, яка досягла піку своєї могутності за царя Симеона I. Наявність спільного ворога зблизило Томіслава з Візантією . За договором з Константинополем під контроль Хорватії перейшли візантійські міста в Далмації. Хорватія, зі свого боку, взяла зобов'язання боротися з територіальною експансією Симеона I.

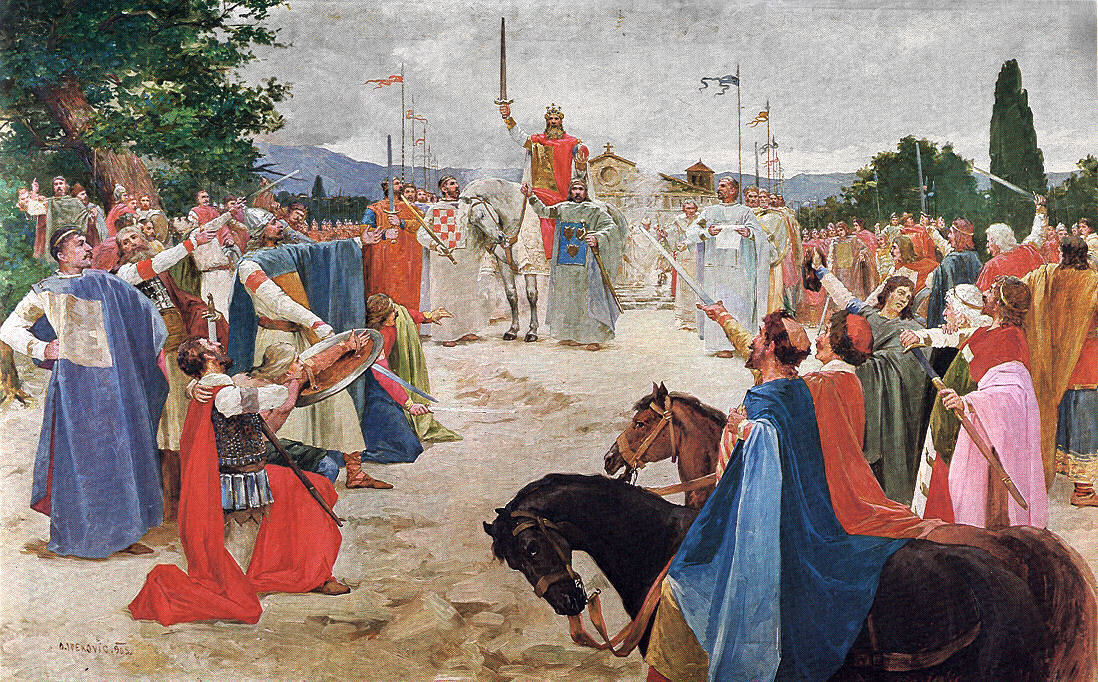
Отон Івекович. Коронація Томіслава

У 926 році болгарська армія почала наступ на Хорватію, проте була повністю розгромлена Томіславом в Хорватсько-болгарський битві 927 року. Зазначена в деяких джерелах дата — 27 травня 927 року, на думку сучасних дослідників відноситься не до самій битві, а до смерті Симеона, яка сталася незабаром. Згідно трактату «Про управління імперією» імператора Костянтина VII Багрянородного, хорватська армія в епоху Томіслава складалася з 100 тисяч піхоти і 60 000 кавалерії, а також володіла 80 великими і 100 малими суднами, що говорить про те, що армія Томіслава перевершувала міццю візантійську.
При Томіславі в 925 і 927 роках відбулися два сплітських церковних собору, на яких розгорілася боротьба між прихильниками Нинського епікопа Гргура, що стояли за використання в літургії слов'янської мови, і сплітською партією, яка підтримувала введення латині. За підсумками соборів перемогли прихильники латинізації, Нинського єпархія була ліквідована, а архиєпархія Спліта стала релігійним центром країни. Втім, латинізація богослужіння просувалася повільно, ще довгий час у Хорватії літургія служилась на слов'янському, а богослужбові книги писалися на глаголиці.
Обставини смерті Томіслава в 928 році невідомі. Наступником Томіслава на престолі став його молодший брат Трпимир.

## Х століття
Хорватське суспільство зазнало значні зміни в десятому столітті. Місцеві лідери жупаній були замінені керманичами від короля, які займали землі від попередніх землевласників, по суті створюючи феодальну систему. Раніше вільні селяни стали кріпаками і перестали бути солдатами, внаслідок чого військова потужність Хорватії зникає.

## Трпимир II

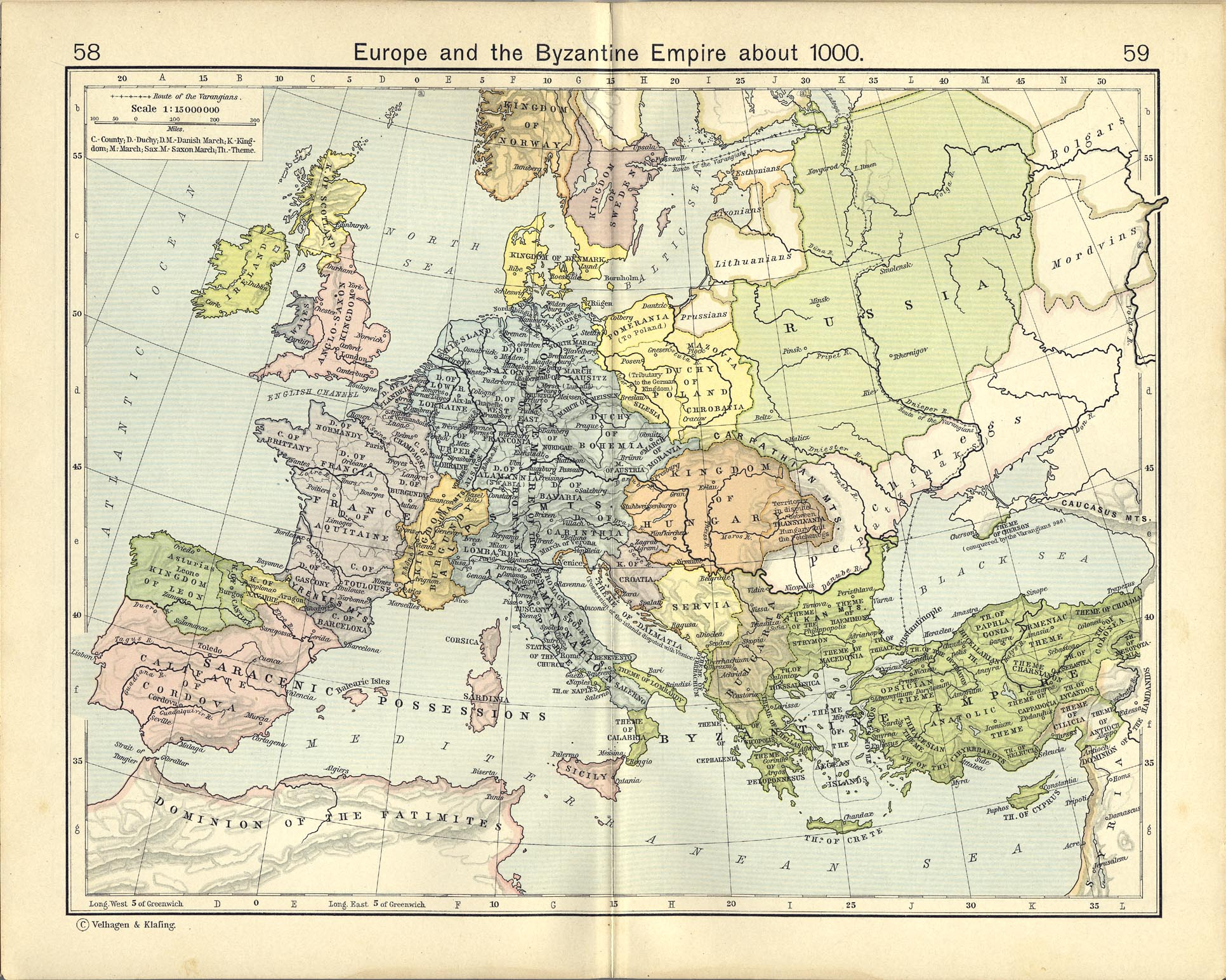
Мапа Європи 1000 рік

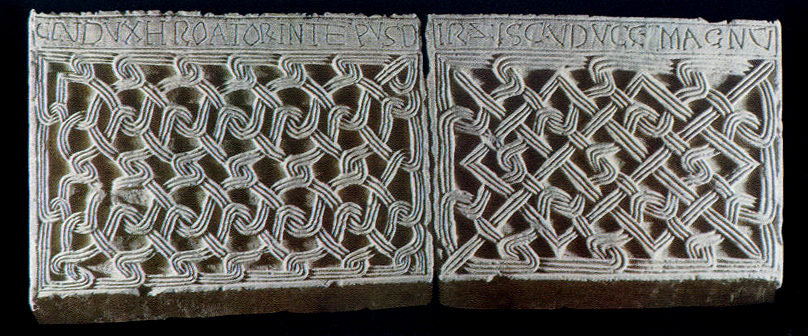
Різьблений орнамент (pleter) з написом "Король Држислав ", 10-го століття

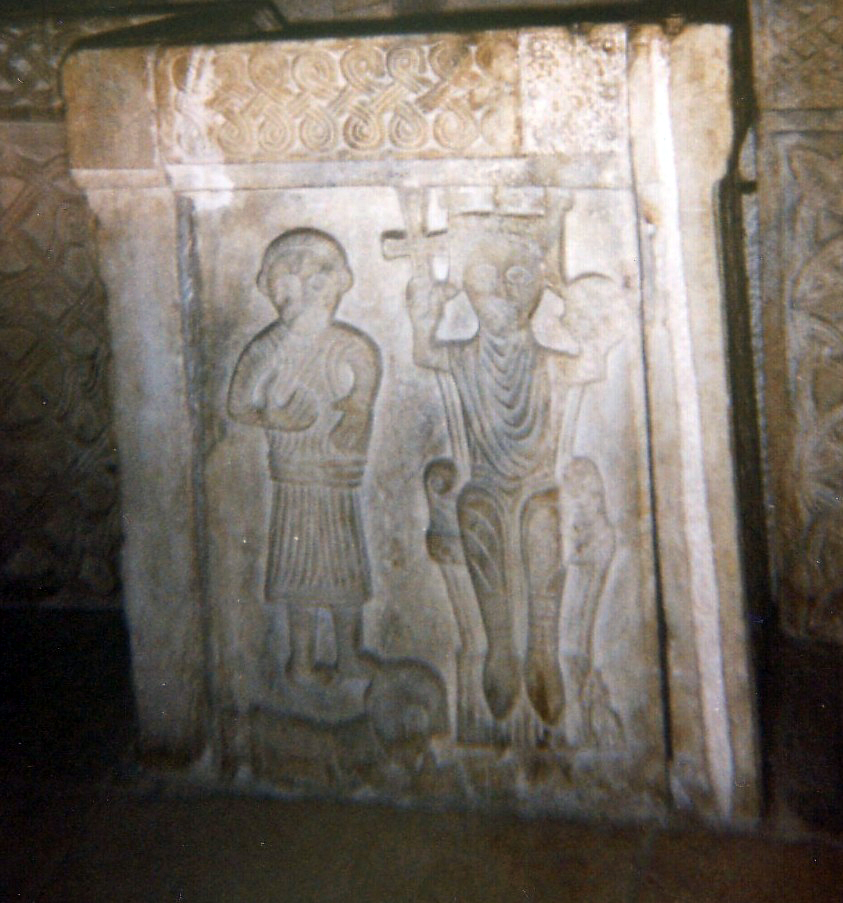
Шрифт, з гравіюванням хорватських правителів, 11 століття.

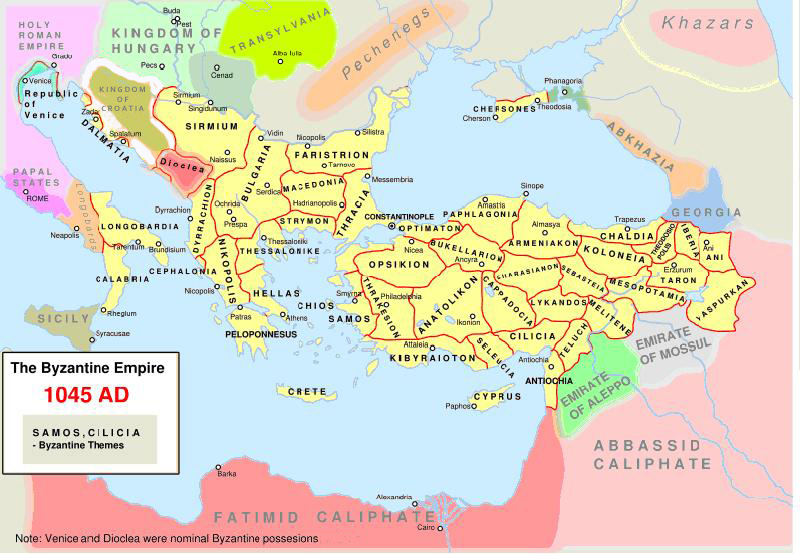
Хорватія на карті південно-східної Європи в 1045

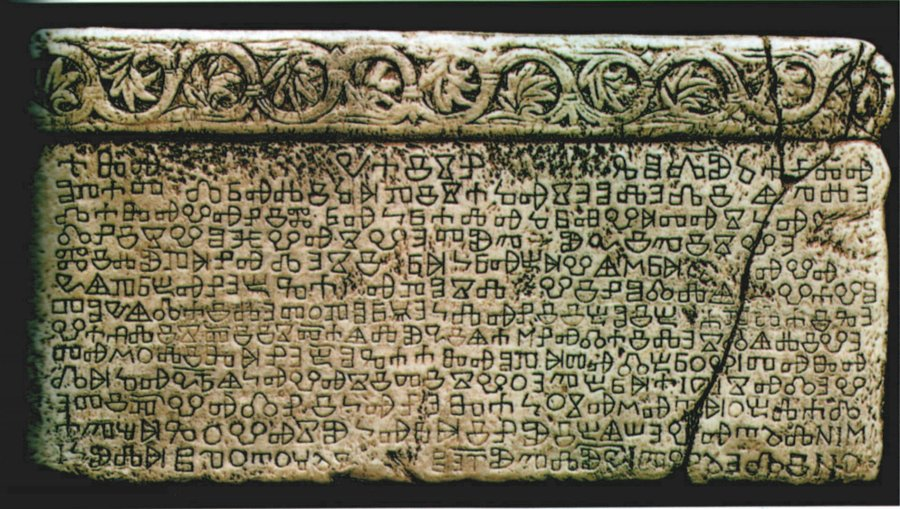
Башчанська плита, 1100 рік

Томіславу спадкує Трпимир II (928—935) і Крешимир I (935—945), які зуміли зберегти свою владу і добрі стосунки з Візантійською імперією та папою. Мирослав (945—949) був убитий Прибіною в ході внутрішньої боротьби за владу, а Хорватія втратила острови Брач, Хвар і Вис на користь Паганії. Далматські міста-держави і Боснія були втрачені на користь Візантії, а Східна Славонія і Срем були окуповані мадярами. У царювання Трпимира тривав церковний конфлікт між прихильниками латинізації літургії і прихильниками слов'янського богослужіння, розпочатий в правління Томіслава на Сплітський соборах. Папа Лев VI встав на сторону сплітської, пролатинської партії і затвердив рішення про ліквідацію Нинської єпархії та перевід єпископа Гргура, головного прихильника слов'янської літургії, в маленьке місто Скрадин, що було сприйнято його прихильниками, як приниження.
Згідно трактату «Про управління імперією» імператора Костянтина VII Багрянородного, при Трпимирі Хорватія володіла могутнім флотом, не тільки військовим, але і торговим, що дозволяло їй вести торгівлю по всій Адріатиці.
Наступником Трпимира на престолі став його син Крешимир.

## Крешимир II
Крешимир II (949—969) відновив хорватську владу на більшій частині території держави. Він зберіг особливо добрі стосунки з далматинськими містами, він і його дружина Олена дарували землі і церкви Задару і Соліну. Крешимиру II успадкував його син Степан Держислав (969—997), який мав тісніші відносини з Візантійською імперією, від якої він отримав королівські знаки.

## XI століття

### Розвиток кризи
Як тільки Степан Држислав помер в 997, три його сини, Светослав (997—1000), Крешимир III (1000—1030), Гойслав (1000—1020), розпочали боротьбу за владу чим ослабили державу і дозволили венеційцям на чолі з П'єтро II Орсеоло і болгарам на чолі з Самуїлом зазіхати на терени хорватської Адріатики. У 1000, Орсеоло привів венеційський флот в східну частину Адріатичного моря і поступово узяв під свій контроль весь регіон  [Архівовано 1 грудня 2007 у Wayback Machine.], по-перше острова затоки Кварнер і Задар, пізніше Трогір і Спліт, а після успішного військово-морського бою з неретвіанцями, він отримав контроль над Корчулою і Ластово, і затвердив назву князівство Далмація (dux Dalmatiæ).
Крешимир III намагався відновити владу над містами Далмації і мав певний успіх до 1018, коли він був переможений Венецією в союзі з лангобардами. Його син, Степан І (1030—1058), розвинув успіх свого батька — князь Паганії став його васалом в 1050.

### Крешимир IV
Під час царювання Крешимира IV (1058—1074), середньовічне хорватський царство досягло свого піку територіальної експансії. Крешимиру удалося отримати від Візантійській імперії підтвердження його влади над містами Далмації. Він також дозволяє Римській курії брати активнішу участь в релігійних справах Хорватії, що призвело до порушення його влади над глаголічеським духівництвом в Істрії після 1060. Хорватія за часів Крешимира IV складалася з дванадцяти округів і була трохи більше, чим за часів Томіслава. Вона включала князівство Паганія, і мала вплив у Захумлє, Травунії і Дуклі.
Проте в 1072, Крешимир допоміг болгарським і сербським повстанцям проти їх візантійських господарів. Візантійці відповіли в 1074, пославши норманів на чолі з Аміком захопити Раб. Вони не змогли захопити острів, але їм вдалося захопити царя, і хорвати були вимушені капітулювати і віддати Спліт, Трогір, Задар, Біоград, і Нин норманнам. Смерть Крешиміра IV в 1074 призела до уривання де-факто Терпимировської династії, які правили Хорватією впродовж понад два століття.

### Дмитар Звонимир

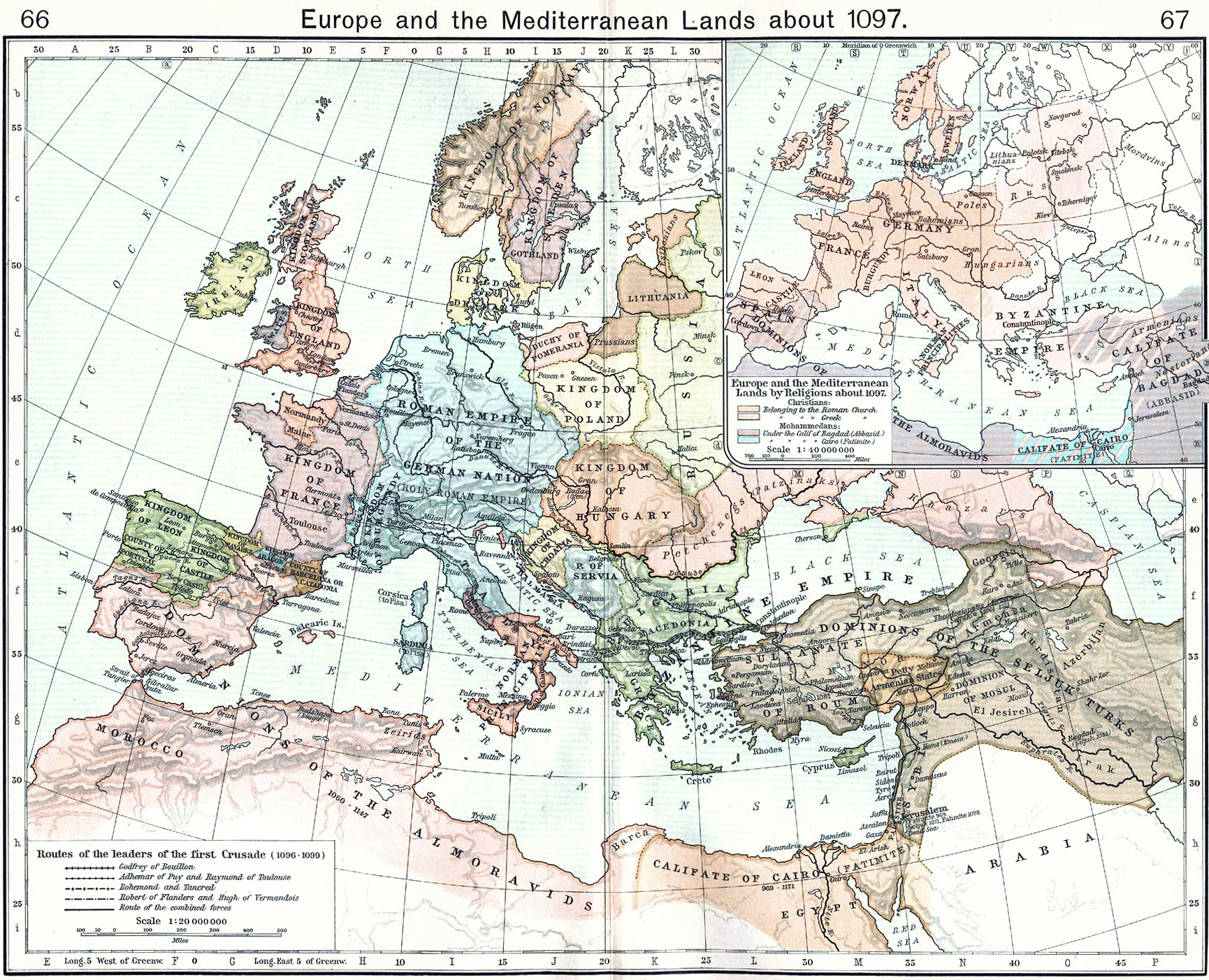
Хорватське королівство у 1097-1102 рр., під час кризи престолонаслідування.

Крешимиру успадкував суперник, але і родич, Святославичів (Терпимировська молодша лінія):  Дмитар Звонимир (1075—1089). Він був баном Славонії. Він отримав титул завдяки підтримки папи Григорія VII, після чого він підтримав норманнів під головуванням Роберта Гвіскара в їх боротьбі проти Візантійської імперії і Венеції між 1081 і 1085. Звонимир переправив свої війська через протоку Отранто і окуповував місто Дуррес. Його війська підтримували норманнів в багатьох битвах уздовж албанських і грецьких берегів. Через це в 1085, візантійці передали свої права в Далмації Венеції.
Часи царювання Звонимира згадуються як мирні і процвітаючи часи, з цього часу Святійший Престол отримав панування в Хорватії до цього дня. В цей час дворянські титули в Хорватії були зроблені на кшталт інших частин Європи, комз і барон, використовували для жупанів і знаті королівського двору, і властелін для іншої знаті. З цього часу Хорватія орієнтувалась на Західну Європу, а не на схід.

## Хорватська унія з Угорщиною

### Передісторія

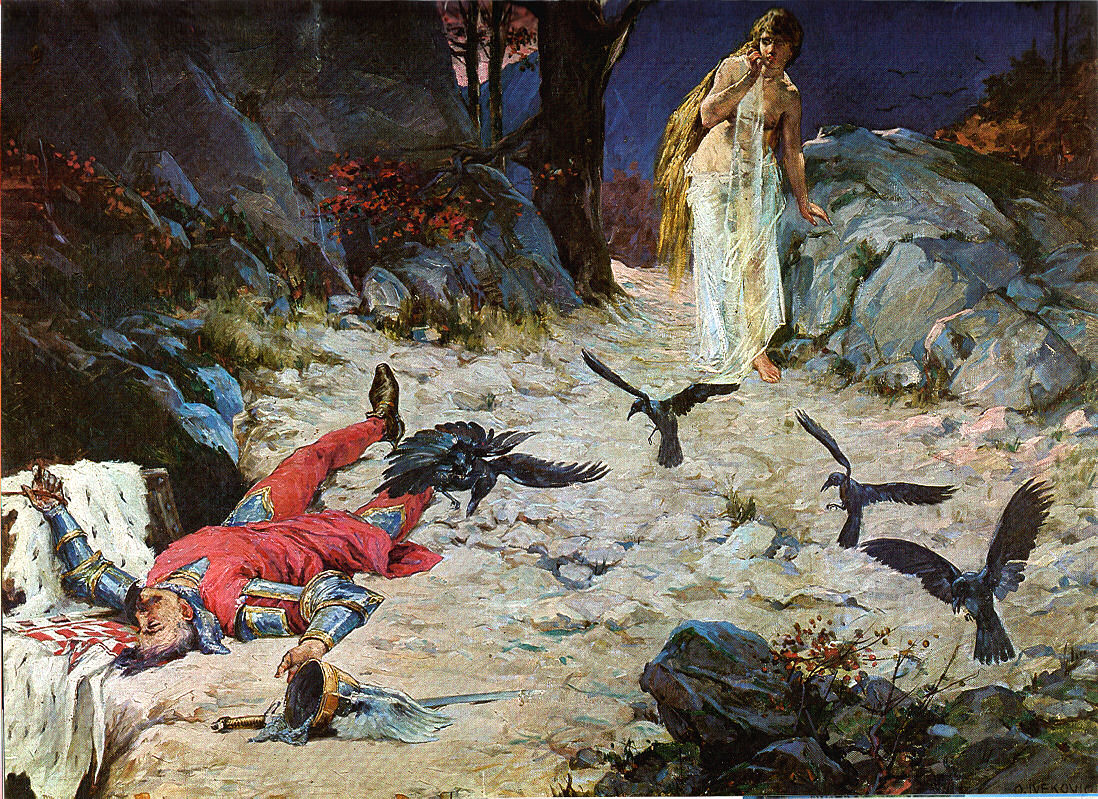
Смерть короля Петара Свачіча на горі Гвозд Отон Івекович

Після смерті в 1089 році короля Дмитара Звонимира королем був обраний Степан II. Він був тяжко хворий і вів швидше чернечий, ніж королівський спосіб життя. Після смерті Степана II в 1091 році династія Трпимировичів обірвалася. Вдова Дмитара Звонимира, Олена, докладала зусиль, щоб на хорватська трон зійшов її брат, король Угорщини Ласло I Святий. У 1091 Ласло I захопив значну частину Посавської Хорватії і поставив королем Хорватії свого племінника Алмоша.
Хорватська знать обрала на з'їзді королем Петара Свачича (його резиденція розташовувалася в місті Книн), який домігся тимчасового успіху, вигнавши угорців з більшої частини країни. 1097 року новий король Угорщини Коломан I здобув над хорватами вирішальну перемогу в битві на горі Гвозд (поруч із сучасною Петріня), що призвело до ліквідації незалежності країни.

### Договір Pacta Conventa (1102)

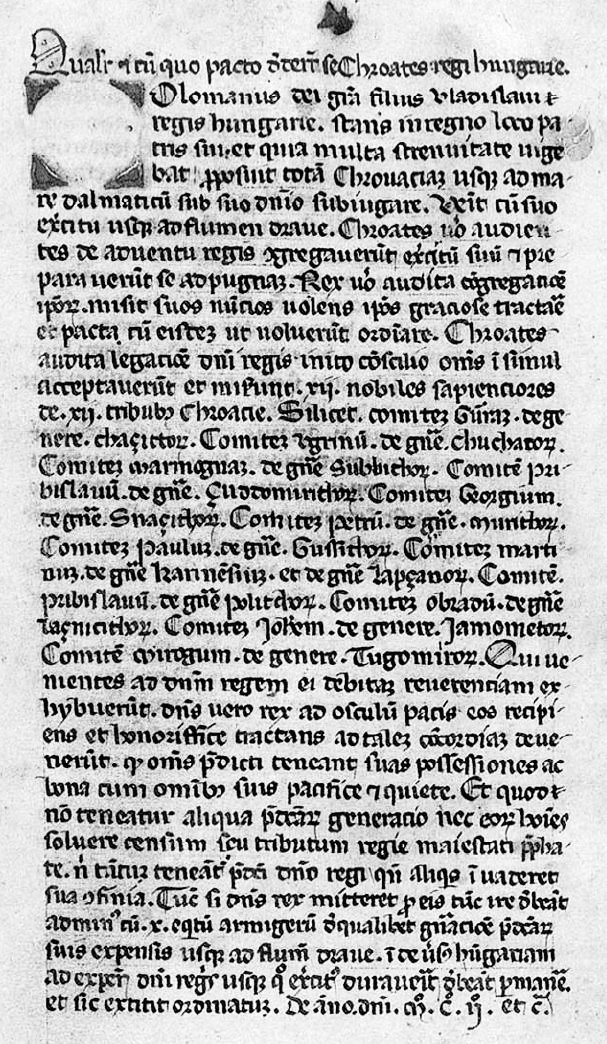
Pacta conventa. Манускрипт XIV століття — Угорський національний музей в Будапешті

У 1102 році за договором, звичайно званому Pacta Conventa, хорватське дворянство визнало династичну унію з Угорщиною. Договір мав на увазі, що Хорватія і Угорщина управляються одним правителем, як два роздільних королівства. Король зобов'язався не заселяти хорватські землі угорцями, гарантувати самоврядування під початком призначеного королем бана (правителя) і поважати привілеї хорватської знаті. Коломан I в тому ж 1102 коронувався в Біограді, що став на той час хорватської столицею, як король Угорщини та Хорватії.
Пункти договору Pacta Conventa:
- Хорватські дворяни не платять податки.
- Хорвати несуть військову службу тільки в межах хорватських кордонів; в разі якщо вони направляються на службу в Угорщину, їм виплачується додаткову платню.
- Король Угорщини зобов'язується захищати Хорватію від зовнішніх загроз.
- Короля Угорщини представляє в Хорватії Бан.
- Хорватія має власний парламент (Сабор).